# Grosse Pointe Shores
Grosse Pointe Shores é uma cidade localizada no estado americano do Michigan, no Condado de Macomb e Condado de Wayne.

## Demografia
Segundo o censo americano de 2000, a sua população era de 2823 habitantes.
Em 2006, foi estimada uma população de 2664, um decréscimo de 159 (-5.6%).

## Geografia
De acordo com o United States Census Bureau tem uma área de 49,9 km², dos quais 3,0 km² cobertos por terra e 46,9 km² cobertos por água.

## Localidades na vizinhança
O diagrama seguinte representa as localidades num raio de 8 km ao redor de Grosse Pointe Shores.